# フリードリヒ・トゥタ
フリードリヒ・トゥタ（Friedrich Tuta, 1269年 - 1291年8月16日）は、マイセン辺境伯の摂政を務めた人物。ランツベルク辺境伯ディートリヒ2世（賢伯）とブランデンブルク辺境伯ヨハン1世の娘ヘレネの子として生まれた。副え名ははっきりとしないが「吃音伯」と呼ばれていたらしい。

## 生涯
1285年に亡くなった父の所領を相続し、1288年に祖父のハインリヒ3世（貴顕伯）も亡くなると、マイセン辺境伯領の一部を受け継いだ。この相続が伯父アルブレヒト2世（堕落伯）と並行して同時に行われたのかどうかは議論の余地がある。後の1289年に彼はマイセンの一部と叔父フリードリヒ・クレムの所領を購入している。
フリードリヒ・トゥタは毒を盛られ、継嗣を遺さずに1291年8月16日に亡くなった。彼は未亡人となったカテリーナ（下バイエルン公ハインリヒ13世の娘、1303年没）と娘のエリザベートと共に葬られている。遺領は従兄でアルブレヒト2世の次男フリードリヒ1世（勇敢伯）とその弟のディーツマンのものになった。